# Grind (geografie)
Grind se numește o fâșie de pământ alungită, mai ridicată, formată de-a lungul malurilor unui râu, al țărmurilor marine sau la vărsarea marilor fluvii în mări din depuneri aluvionare.
După modul de formare, luând ca exemplu Delta Dunării, aceste forme de relief pozitive se împart în trei mari categorii:
- grinduri maritime, care au fost formate de curenții circulari ai Mării Negre,
- grinduri fluviale, care au fost formate din aluviuni depuse de brațele fluviului,
- grinduri continentale, care provin din includerea în teritoriul deltei a unor suprafețe de uscat existente anterior.

Tot grind se numește, în zona montană, o acumulare de grohotișuri fixate prin vegetație (ca, de exemplu, Grindul Pietrei Craiului).
Un cordon de nisip care barează un golf sau gura de vărsare a unui râu, asemănător unui grind maritim, poartă denumirea de perisip.
Cele mai mari grinduri din Delta Dunării sunt: 
- Grindul Caraorman;
- Grindul Letea.